# Frans Bromet
Frans Bromet (Amsterdam, 29 augustus 1944) is een Nederlands programmamaker en cameraman.

## Biografie
Bromet studeerde aan de Nederlandse Filmacademie in Amsterdam.
Tijdens zijn studie richtte hij samen met Jan de Bont, René Daalder, Rem Koolhaas en Kees Meyering de filmgroep 1,2,3 enzovoort op. Ze maakten in 1965 samen de korte film 1,2,3 Rhapsodie, die bestond uit vijf sketches waarin ze om beurten de rol van acteur, cameraman, regisseur en scenarioschrijver voor hun rekening namen.
Begonnen als cameraman van onder andere films als Ciske de Rat en Op hoop van zegen, maakte Bromet later de overstap naar het maken van documentaires waarbij hij vanachter de camera als interviewer fungeert.
Bromets nasale en wat slepende stem en droge opmerkingen zijn zijn handelsmerk.
In 2017 kreeg hij de Ere Zilveren Nipkowschijf voor zijn gehele oeuvre.

## Persoonlijk
Bromet is getrouwd, heeft drie kinderen en woont in Ilpendam waar in het voormalig gemeentehuis van Ilpendam ook zijn televisieproductiebureau is gevestigd. Bromet is de vader van GroenLinks-PvdA-Tweede Kamerlid Laura Bromet.

## Werk

### Filmografie (selectie)
- Rubia's Jungle (1970)
- VD (1972)
- Een tip van de sluier (1980)
- Surfpunks (1981)
- De boezemvriend (1982)
- Ciske de Rat (1984)
- Op hoop van zegen (1986)
- De wisselwachter (1986)
- De ratelrat (1987)
- Victim of the Brain (1988)
- De gulle minnaar (1990)
- Alles van waarde (2012) - documentaire over Bromet zelf, zijn dochter Laura, door Bromet bekritiseerde managers, en onder meer de dure nieuwe vestiging van het ROC Leiden bij station Leiden Lammenschans.
- Veelbelovend (2013) - documentaire over de startup Gidsy, een onderneming opgericht door Edial Dekker, Floris Dekker en Philipp Wassibauer, in 2013 gekocht door GetYourGuide
- Brandend verlangen (2014) - documentaire over rokers en hun verslaving[2]
- De film die nooit afkwam (2017) - documentaire waarin Bromet terugblikt op een film die hij als cameraman en regisseur eind jaren zeventig maakte, maar die nooit af is gekomen door een conflict tussen en hem en de producent. Uitgangspunt voor de film destijds was de wereldberoemde foto van de 8-jarige Sieg Maandag die was bevrijd uit concentratiekamp Bergen-Belsen en moederziel alleen langs rijen lijken zijn vrijheid tegemoet loopt. Met deze documentaire wil Bromet alsnog het verhaal van Sieg Maandag voltooien, ook om erachter te komen wat de redenen waren waarom de film destijds niet is afgemaakt en wat zijn eigen rol daarin geweest is.
- De bibliotheek (2019) - documentaire-serie over de hedendaagse stadshuiskamer waar het bruist van de meest uiteenlopende activiteiten doordat het een openbare plek is die de hele dag gratis toegankelijk is.

### Televisieprogramma's door Bromet
- Buren
- De bezem door de Wallen
- Gemeenschap & goederen
- De nalatenschap
- Failliet of niet
- De verbouwing
- Meeste stemmen gelden
- Late Liefde (tweeluik)
- Alles te koop
- Het water komt
- De winkelwagen
- Dier Vermist
- Het leven van Gied Jaspars
- Kerk te koop
- Gedeelde kinderen
- Het Geheim van de Zonnebloem (2010)
- Aanpakkers (2011, NTR)
- Doe-het-zelf zorg (2014, NCRV)
- Hé Stef, hé Frans (2015, VPRO)
- Muziek op de vlucht (2016)
- Taxibotsing (2017)
- Man in de knoop (2018)
- Uit Elkaar (2019)
- Het Israël van Heertje en Bromet (2019)
- In de ban van de bom (2020)
- Rechts in beeld (2021, NTR)
- Alsof ik Palestina heb gestolen (2021, KRO-NCRV)
- Hoe word ik Joods? (2023, EO)
- Waar zijn we mee bezig? (2023, 2DOC)
- Met Bromet naar hondencursus (2023, NTR)
- Scootmobiel (2024, 2DOC)

### Overig (selectie)
- 'Masha F.' uit 26.000 gezichten
- De achtste dag (eindredactie)